# Norsjö
För andra betydelser, se Norsjö (olika betydelser).

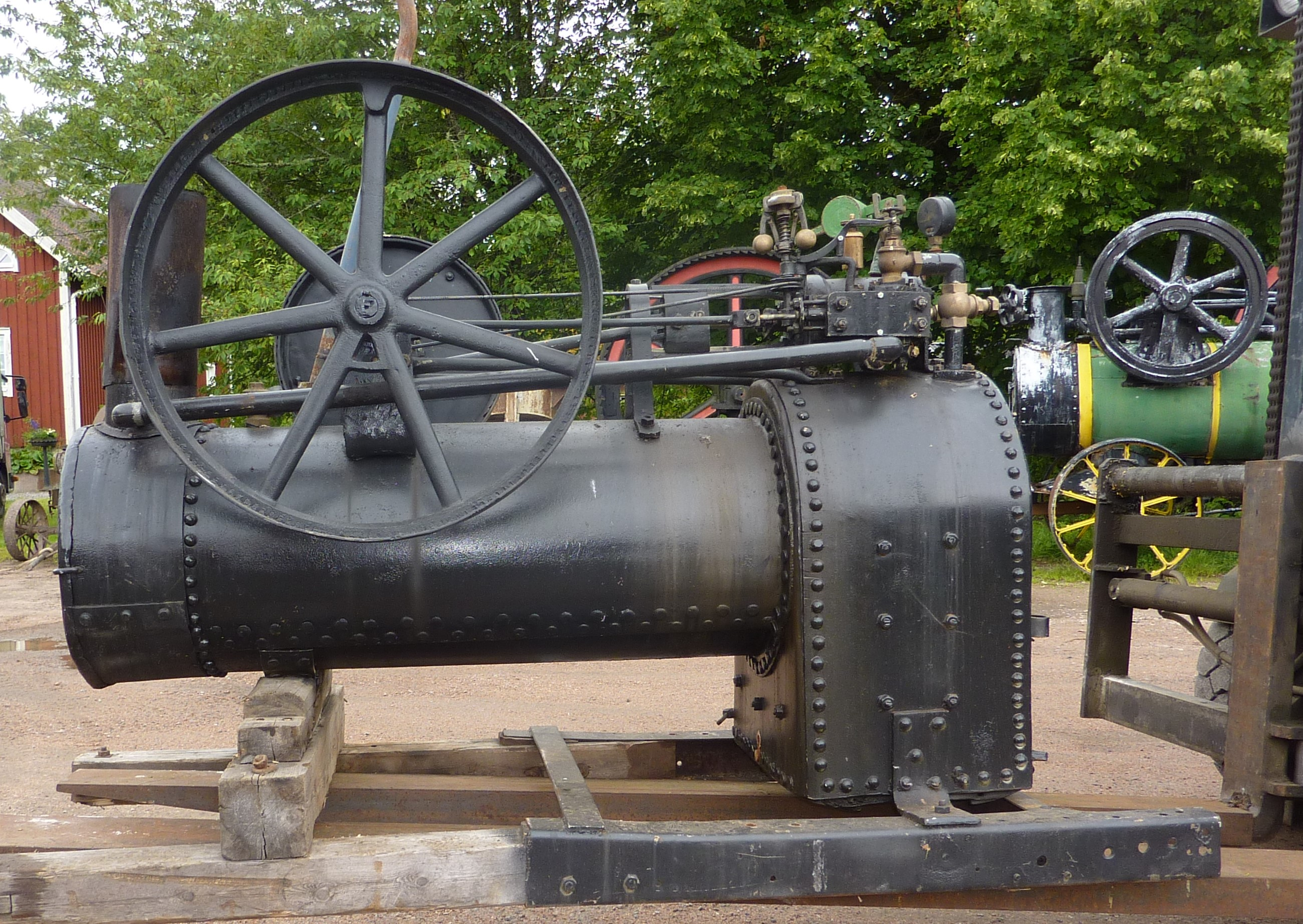
Norsjö lokomobil av Lidén, Tillvaratagen av Tage Persson, nu vid Rubens I Götene

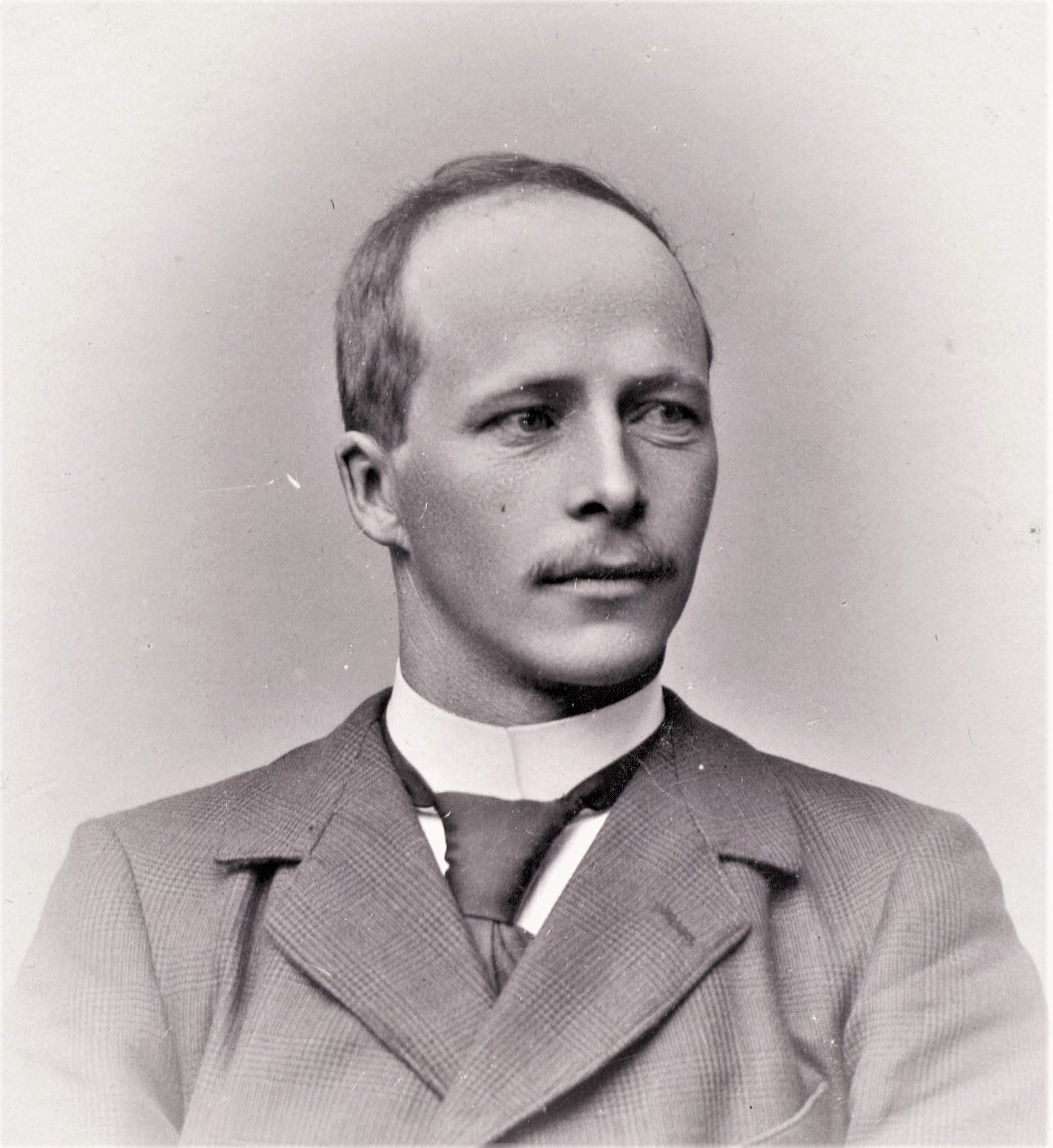
Per Lidén en av de 5 lokomobilbyggarna i Norsjö.

Norsjö (uttal: [nʊʂːø]; umesamiska Nuaráne,  sydsamiska Nåarene) är en tätort och centralort i Norsjö kommun i Västerbottens län samt kyrkby i Norsjö socken. 
Befolkningen växte fram till 1990 men har sedan dess minskat. Enligt släktkrönikor grundades Norsjö runt 1470-talet av Enrich den Enögde och hans barndomsvän Mickel, då de bosatte sig i den delen av Norsjö som idag heter Sörbyn, varifrån bebyggelsen spred sig till norr om Noret och Kläppen. På 1890-talet knöts Stambanan genom övre Norrland ihop med Norsjö genom anläggandet av stationssamhället Bastuträsk år 1894. Den 22 juli 1917 invigdes Norsjös nuvarande kyrka. Under 2000-talet har Norsjö haft framgångar inom volleyboll, framförallt på damsidan.
Norsjöbygden har förutom samhället Norsjö och stationssamhället Bastuträsk flera byar, se också kategorin Orter i Norsjö kommun.

## Historia

### Äldre historia (1500–1800)
Enligt släktkrönikor och legender grundades Norsjö runt 1470 av Erich den Enögde och hans barndomsvän Mickel, bägge födda i mitten på 1400-talet, antagligen inom Skellefteå landsförsamling. De bosatte sig i den del av Norsjö som idag heter Sörbyn, varifrån bebyggelsen sedan utvecklades till norr om Noret och till Kläppen, och sedan 1642 till Kvavisträsk. Under flera hundra år levde folket i Norsjöbygden på boskapsskötsel, jordbruk, jakt och fiske.
Genom Gustav Vasas jordebok vet vi att det 1543 fanns 5 bönder i Norsjö. Vid 1600-talets mitt fanns 9 gårdar och ett 50-tal personer i Norsjö by. 1720 hade befolkningen sjunkit något och därefter skedde ökningen långsamt. År 1800 hade byn nära 900 invånare.
Den samiska kulturen har funnits i området under lång tid och har lämnat spår efter sig i bland annat ortnamnen i Norsjö. Exempel på ursprungligen samiska ortnamn är Mensträsk, Kositräsk, Petiknäs och Pjäsörn.

### 1800-talet
1811 byggdes Norsjös första kyrka. Det var en enkel timrad byggnad som låg mitt i byn. Vid mitten av seklet var den dock i så dåligt skick att en ny kyrka på Näset, tre kilometer från samhället, uppfördes..
1834 blev Norsjö egen socken efter en utbrytning ur Skellefteå socken. En tidig fråga för sockenstämman var folkskolans inrättande, vilken kom till stånd 1849. Sockenstugan blev då lärarbostad och Eric Lindström, som avlagt examen, valdes till lärare. 1894 fanns sju skolor i Norsjö socken, varav två fasta och fem som flyttade mellan småbyarna.

### 1900 och framåt
På 1890-talet kom järnvägen till Övre Norrland varigenom norra Sverige knöts ihop med resten av landet. Norsjös stationssamhälle Bastuträsk anlades 1894 när Bastuträsk station invigdes. Innan dess fanns ingen större bebyggelse på platsen. En hållplats öppnades vid nuvarande Kusfors 1898, och en station 1915. Inlandet började exploateras och det var skogen som var viktigast. Gruvdriften i Skelleftefältet inleddes på 1920-talet, bland annat i Holmtjärn.
Protester mot placeringen av kyrkan ledde till att Norsjö kyrka flyttades 1909–1911, från Näset till sin nuvarande plats. Året därpå brann kyrkan upp och en ny kyrka uppfördes 1915. En månad före invigningen eldhärjades även denna kyrka. Den 22 juli 1917 invigdes Norsjös nuvarande kyrka, enligt samma ritningar som kyrkan från 1915. År 1972 etablerade Algots en av sina tre fabriker i Västerbotten i Norsjö. År 1985 föddes en idé om märkning av livsmedel i Norsjös butiker, det som 1989 skulle bli den rikstäckande Nyckelhålsmärkningen. Idag finns det två skolor kvar i kommunen, Norsjöskolan och Bastuträsk skola. År 1982 blev rundlogen i Kvammarnäs byggnadsminne, och 2003 Dahlbergsgården i Bastutjärn.
Under 1900 talets första hälft när flottningen var av stor betydelse tillverkade 4 olika Norsjöbor små ånglokomobiler, flyttbara ångmaskiner att vara till hjälp på varpflottarna utöver trösk och sågarbeten. En femte dokumenterad tillverkare fanns i Stavaträsk. Tillsammans lär de ha byggd mellan 15-20 st. Dessa lokomobiler från Norsjö är en unik företeelse i landet. 

#### Befolkningsutveckling
| Befolkningsutvecklingen i Norsjö 1960–2020 | Befolkningsutvecklingen i Norsjö 1960–2020 | Befolkningsutvecklingen i Norsjö 1960–2020 | Befolkningsutvecklingen i Norsjö 1960–2020 | Befolkningsutvecklingen i Norsjö 1960–2020 |
| ------------------------------------------ | ------------------------------------------ | ------------------------------------------ | ------------------------------------------ | ------------------------------------------ |
|                                            |                                            |                                            |                                            |                                            |
| År                                         |                                            |                                            | Folkmängd                                  | Areal (ha)                                 |
| 1960                                       | 1960                                       |                                            | 1 192                                      |                                            |
| 1965                                       | 1965                                       |                                            | 1 379                                      |                                            |
| 1970                                       | 1970                                       |                                            | 1 561                                      |                                            |
| 1975                                       | 1975                                       |                                            | 1 802                                      |                                            |
| 1980                                       | 1980                                       |                                            | 2 166                                      |                                            |
| 1990                                       | 1990                                       |                                            | 2 305                                      | 227                                        |
| 1995                                       | 1995                                       |                                            | 2 289                                      | 228                                        |
| 2000                                       | 2000                                       |                                            | 2 085                                      | 228                                        |
| 2005                                       | 2005                                       |                                            | 2 102                                      | 228                                        |
| 2010                                       | 2010                                       |                                            | 2 051                                      | 240                                        |
| 2015                                       | 2015                                       |                                            | 2 057                                      | 252                                        |
| 2020                                       | 2020                                       |                                            | 2 036                                      | 276                                        |
|                                            |                                            |                                            |                                            |                                            |

## Kultur

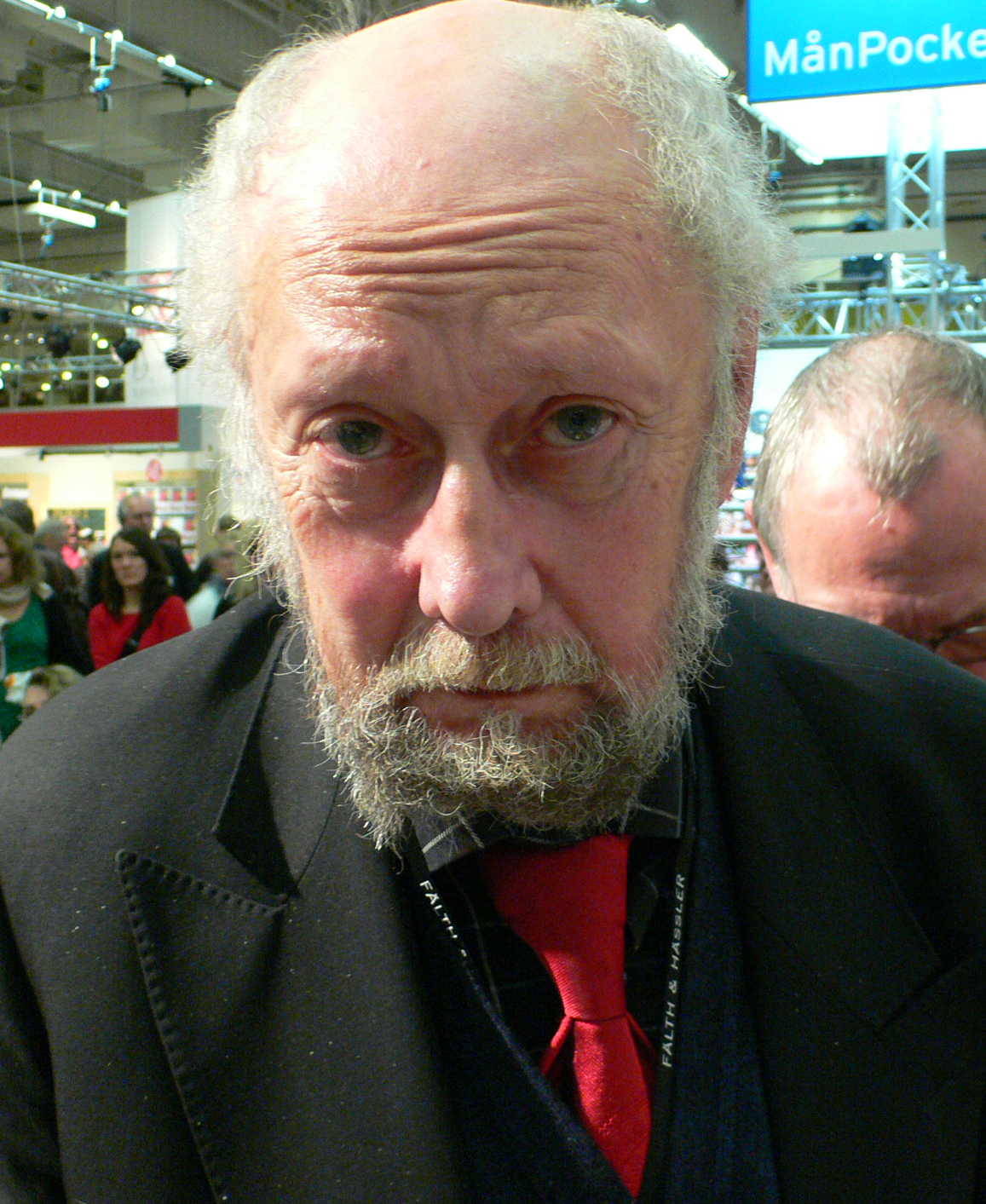
Författaren Torgny Lindgren

### Konst
Det tidiga 1900-talet var en tid av konstnärskolonianda i Norsjö, vilket också beskrivs i Torgny Lindgrens novell Brokiga Blad. I början på 1900-talet väcktes intresset för konstskapande med pionjärerna Johan Mauritz Lindqvist (född 1884 i Norsjö) och Oscar Halleborg (född 1882 i Råggärds socken i Dalsland). Båda hade gedigna utbildningar, Lindqvist studerade exempelvis vid Konsthögskolan Valand i Göteborg, och arbetade som konstnärer på heltid. De inspirerade många och hade även egna elever. Norsjökonstnärerna omgav sig dessutom med flera konstnärsvänner från andra delar av landet. En del av dem bosatte sig i Norsjö under någon tid, exempelvis Åke Ahnlund, Anna Casparsson och June Montana Lorentz. Bland infödda konstnärer kan nämnas Adolf Lindqvist (skulptur), Edith Falk (målare), Eva Nilsson (konsthantverkare), Frideborg Westermark (tecknare och målare), Helmer Harnesk (målare och fotograf), Hildur Halleborg Nordwall (målare), John Jakobsson (målare), Knut Gustafsson (skulptör i trä och horn), Rudolf Lindqvist (målare), Olov Tällström (skulptör) och Victoria Nygren (målare).

## Idrott

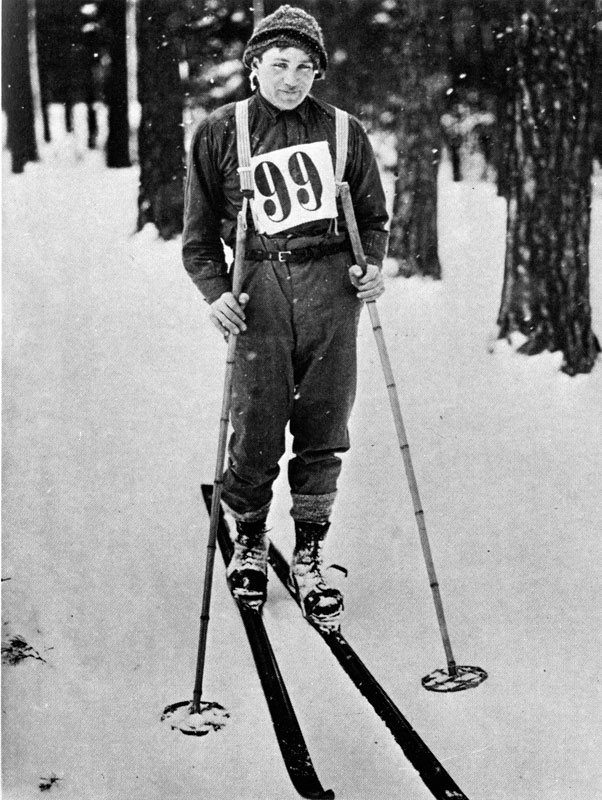
Vasaloppsvinnaren Ernst Alm

### Skidor
Från början kom Sveriges bästa skidåkare från Västerbottens inland. De två första Vasaloppet-segrarna kom från Norsjö och tävlade för Norsjö IF, Ernst Alm (född 1900) och Oskar Lindberg (född 1894). Andra åkare från bygden är Agnes Lindberg (svensk mästare 10 km, 1923), Henning Isaksson (tre raka segrar på Svenska Mästerskapen på 60 km åren 1918–1920), Mauritz "Norsjö-björnen" Brännström (tvåa på VM-femmilen i Cortina och vasaloppsvinnare, 1941), Guld-Martin Lundström (OS-guldet i S:t Moritz 1948) och Signora Norén Eberhardsson (svensk mästare 10 km, Östersund). Flera av Norsjö IF:s åkare slutade av religiösa skäl, bland annat Isaksson och Norén Eberhardsson.

### Fotboll
Norsjö IF är en fotbollsklubb från Norsjö som bildades 1919, som spelar sina hemmamatcher på idrottsplatsen Rännaren. Historiskt har Norsjö under flera år spelat i den gamla divison 3, med en säsong i division 2 år 1963. Senaste två årtiondena har de varit sporadiska säsonger i den nya division 3, den senaste 2021. År 2023 spelade laget i division 4. NIF har spelat en säsong i den högsta divisionen.

### Volleyboll
Volleyboll är mycket populärt i Norsjö. Norsjö Volleybollklubb grundades 1971. Klubben bedriver verksamhet främst på ungdoms- och damsidan och har lag i Division 1 och 2. Under tre säsonger spelade man i Elitserien i volleyboll för damer.

### Beach Soccer
Norsjö IF Baywatch är ett av Sveriges bästa beach soccer-lag genom tiderna med två inofficiella SM-guld 2014 och 2020 samt ett officiellt SM-guld från 2022. 

## Näringsliv

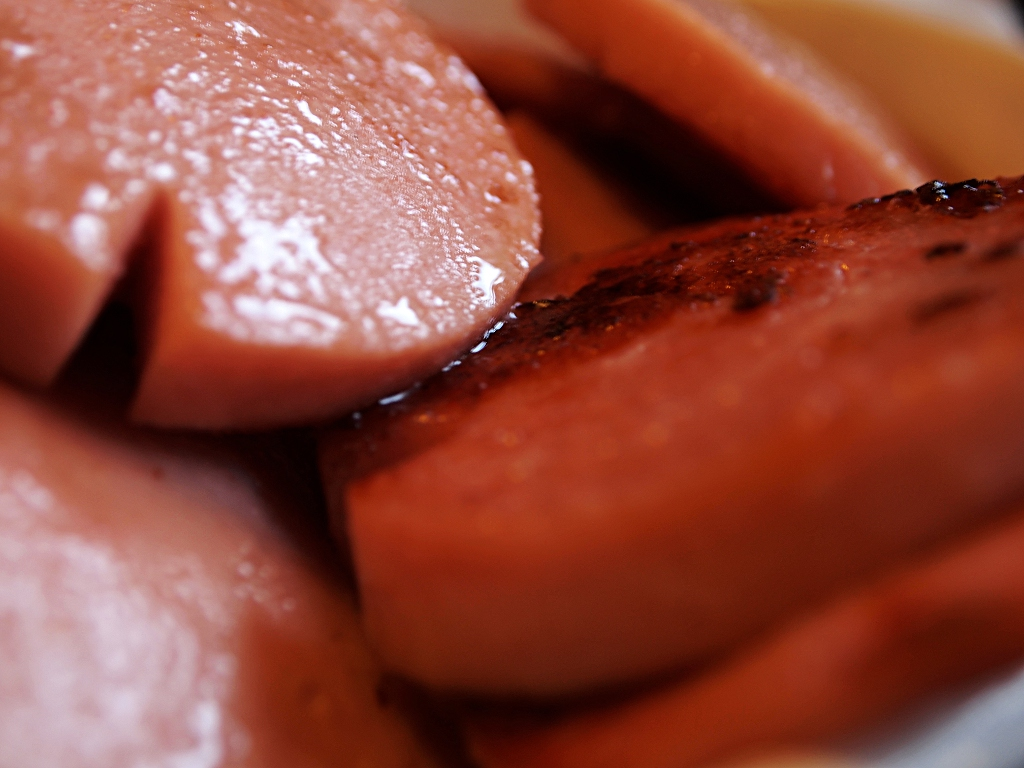
Holmlunds korv från Bastuträsk är nu känt under varumärket Topp-Chark.

Norsjös företag hade 2015 den bästa tillväxten i Västerbottens län. Näringslivet i kommunen består av ungefär 300 små och medelstora företag inom produktions- och tjänstesektorn.
Konkurrensen är väldigt hård inom den blomstrande restaurangbranschen. Hamburgerkedjan Frasses har i Norsjö pizza på menyn.
Större företag finns inom träbranschen i form av vidareförädling av träprodukter som fönster, trappor, lister med mera medan de mindre företagen domineras av tjänster och service. Andra industriinslag är betong- och plastindustri samt gruvprospektering. Inom kommunen finns även betydelsefulla företag inom skogs- och jordbruksnäringen. Den offentliga sektorn är en annan stor arbetsgivare som idag sysselsätter cirka en tredjedel av den yrkesverksamma befolkningen.
- 1895 grundade bonden Jonas Holmlund tillsammans med en kompanjon i Bastuträskcharkuteriet Holmlund & Lundkvist, senare Holmlunds, idag Bastuträsk Charkuteri AB, med varumärket Topp-Chark.
- I slutet av 1800-talet etablerade sig Gustaf Steinwall, som kom från Krångfors utanför Skellefteå, som smed på Storgatan i Norsjö. Verksamheten bestod i början av olika smidesprodukter som han själv tillverkade, men utvecklades sedermera till Steinwalls Järn, idag Fresks på samma adress.[25]
- Sedan 1920-talet har Skelleftefältet inneburit flera gruvor, såsom gruvorna i Åsen, Udden, Kedträsk, Mensträsk, Bjurfors (Örträsk), Petiknäs, Holmtjärn, Östra Högkulla och Maurliden.[26]
- Gruvorna gav också upphov till Linbanan Kristineberg-Boliden, som idag är en turistlinbana i mellan byarna Örträsk och Mensträsk, känd som Världens längsta linbana.
- Trävarufirman Gunnar Thorgren & Co grundades 1931 med ett hyvleri i Kvarnåsen. Senare känd som Thorgrens Trä, Assi Domän Interiör, Setra, Kvarnåsen Trä och Swedlist.
- Norsjöfönster startades 1908 som Erikssons Träindustrier (senare Etri) av brödraparet Josef och David Eriksson i byn Bjurträsk.
- Trätrappor Norsjö AB, Nordens största producent av trappor tillverkade i trä grundades i byn Böle utanför Norsjö 1923 under namnet Böle Snickerifabrik av Per Edvard Persson och hans far Nils Stefan Persson, numera med säte i Norsjö. Trapporna säljs numera under varumärket Drömtrappor.
- Torbjörn Bask startade 1948 mekanisk verkstad i Mensträsk, numera gruvindustriföretaget Jama Mining Machines med säte i Skelleftehamn.
- Norsjö Mekaniska Verkstads AB startades 1951 av direktör Manasse Larsson. Första produkten var en trehjulig ”sommarspark”, den mer kända Norsjö shopper kom inte förrän företaget flyttat från orten.[27].

Stockholms handelsbank öppnade ett kontor i Norsjö år 1915. Denna bank blev snart Svenska Handelsbanken. Norsjö hade även ett sparbankskontor som senare uppgick i Swedbank. Den 30 november 2018 stängde Swedbank kontoret i Norsjö. Därefter hade Handelsbanken ortens enda bankkontor.

## Kända personer med koppling till Norsjö
- Britt-Marie Eklund, författare (född 1927 i Arnberg)
- Sigrid Holmström, restaurangchef (född 1906 i Norsjö)
- Tommy Körberg, sångare (född 1948 i Norsjö, fosterhem i Bjursele)
- Stieg Larsson, författare (född 1954, uppvuxen i Måggliden)
- Torgny Lindgren, författare och akademiledamot (född 1938 i Raggsjö)
- Roger Lundgren, hovexpert (född 1974 i Norsjö)
- Victoria Nygren, konstnär (född 1885 i Norrby)
- Siv Strömquist, språkvetare (född 1942 i Norsjö)
- Olov Tällström, skulptör (född 1958 i Norsjö)
- Molly Åsbrink, sångerska (född 1916 i Mensträsk)